# Hydrema
Hydrema Group ApS (sammensat af hydrauliske entreprenørmaskiner) er den eneste danske producent af entreprenørmaskiner og har koncernhovedkvarter i Støvring. 
Produktsortimentet omfatter rendegravere, hjulgravere, dumpere, en enkelt minerydder, samt to hjulgravere og én dumper til jernbanebrug.
Hydrema har nemlig udviklet et monteringssystem med togskinnehjul, så deres maskiner kan køre på togskinner. På den måde kan maskinerne også bruges i jernbaneindustrien til vedligeholdelse og udbygning af togskinnesystemer.
Hydremas kendetegn er maskinernes høje kvalitet. Derudover kendetegnes deres maskiner ved, at alle deres dumpere og rendegravere er knækstyrede. Det giver gode manøvre-egenskaber og skåner samtidig maskinernes aksler. Udover Hydrema er det kun svenske Huddig , finske Lännen  samt italienske Venieri  som producerer knækstyrede rendegravere i Europa.

## Historie
I 1959 startede Aksel Kyed og Kjeld W. Jensen virksomheden Kyed og Werner Jensen, som på dette tidspunkt beskæftigede sig med to forretningsområder, nemlig projektering og udførelse af fjernvarme, samt fabrikation af hydraulisk graveudstyr.
I 1960 ophørte samarbejdet, og Kjeld W. Jensen stiftede det daværende Hydrema med sæde i Aalborg. To år efter fik Hydrema sin nuværende placering i Støvring. 
I 1962 rådede Hydrema over 15 ansatte og 320 m² og firmaet klarer sig godt og er kendte for deres hydrauliske produkter. 
I 1971 oprettes et datterselskab i Norge. Oprindeligt blev næsten alle Hydremas produkter solgt til Danmark, hvilket blev ændret efter oliekrisen i starten af 1970'erne.
I 1974 blev produktionen af førerhuse og værktøjer flyttet til Frøstrup ved Thisted. 
I 1975 introducerede Hydrema deres unikke sideforskydningsprincip på deres maskiner, som giver graveren et arbejdsområde på 280°. Sideforskydningen er en integreret arbejdsfunktion.
I 1979 oprettes et datterselskab i Sverige.
Indtil 1980 brugte Hydrema traktorer af fremmed fabrikat til påmontering af gravere og læssere. Da var Hydrema nødsaget til at ændre udføringen af gravere og læssere i takt med at leverandøren af traktorer lavede ændringer. I 1980 blev 800-serien derfor indført, hvor Hydrema selv byggede maskinerne op fra bunden. 
I 1981 oprettes et datterselskab i det gamle Vesttyskland.
I 1983 begyndte Hydrema at producere dumpere, hvilket startede med deres MBC 800, og en overgang til omkring slutningen af 1980'erne producerede Hydrema også mobile byggekraner. 
I 1985 oprettes et datterselskab i England.
I 1988 oprettes et datterselskab i Frankrig. 
I 1990 blev 800-serien afløst af 900-serien, der bød på nyt chassis, kraftigere aksler og gravearm, samt et nyt førerhus. Motorerne bliver leveret af Perkins Engines i England og bliver brugt i alle Hydremas maskiner.
I 1996 begyndte Hydrema produktionen af et minerydningskøretøj, der kan rydde minefelter betydeligt hurtigere end manuel minerydning.
Samme år tilkøbte Hydrema Weimar-Werk Baumaschinen og fik dermed produktion i Tyskland. Dermed råder Hydrema over mere end 400 ansatte fordelt på fabrikkerne i Tyskland og Danmark. I Støvring er produktions- og administrationsarealet mere end 16.500 m², og 20.000 m² i Weimar. Herudover er der importører og forhandlere i USA og en række lande i Østeuropa. Ved købet af fabrikken, tilføjede Hydrema gravemaskiner på hjul og bånd samt knækstyrede læssemaskiner til deres udvalg.
I 1998 blev deres enestående MPV 900 sat på markedet, der er et køretøj med mulighed for at skifte hele redskaber. Senere hen har Hydrema udviklet Hydrema FDV 900, som er et mobilt dæmningssystem baseret på MPV 900. I løbet af 5 timer, kan 4 rutinerede personer, som bruger FDV 900, lægge 1 km dæmning ud.
I 2000 overtager Kjeld Werner Jensens søn, Jan Werner Jensen, ledelsen og bliver administrerende direktør og derved er 2. generation trådt til.
I 2001 lancerede Hydrema deres C-modeller, som omfattede stort set alle deres maskiner. Samtidig kom der 2 nye grave-læsse maskiner: Hydrema 926C & 928C. Disse 2 maskiner var en videreudvikling af Hydremas 8 tons tunge 906 og 908 modeller, for at imødekomme den europæiske efterspørgsel på en 10 tons tung rendegraver. Hydrema var i forvejen populær og kendt for deres udholdende og effektive 8 tons rendegravere, så derfor valgte de at satse på, at producere større maskiner, hvilket efterfølgende har vist sig, at være en succes. De blev vist frem for omverden på den store Bauma messe i München sammen med en masse af deres andre maskiner, inklusiv deres redskabsbærer, Hydrema MPV 900 .
I 2003 præsenterede Hydrema deres store 22 tons dumper, 922C. Den er en videreudvikling af deres 10 tons dumper 912C, som har været en succes. Samtidig også for at imødekomme den store efterspørgsel på en effektiv og alsidig dumper i mellemklassen. Den blev første gang præsenteret på Intermat messen i Paris, samme år .
I 2006 producerede Hydrema kanontårne til Danmarks nye CV-9035 pansret kampkøretøj, på licens, i tæt samarbejde med det svenske firma Hägglunds. Denne modkøbsaftale, som var en del af handlen med Hägglunds, gjorde at ordren på de nye kampkøretøjer indbragte 375 mio. kr til Hydrema. Samtidig fik Hydrema for alvor sat foden på det militære marked, i det de var i samarbejde med det svenske Hägglunds, som er en del af det store britiske BAE Systems .
I 2007 lancerede Hydrema deres nye D-modeller, som omfattede alle deres rendegravere og deres 10-tons Hydrema 912. Alle 5 maskiner har fået et helt nyt førerhus, som er helt up-to-date, med aircondition som standard, mere plads, flere indstillingsmuligheder af de forskellige komfort effekter, hvilket gør arbejdet med maskinen mere afslappet. Alle rendegraverne er udstyret med de fuldelektroniske commonrail Perkins-motorer, der allerede nu lever op til normerne i Stage IIIA, hvilket først er et krav for entreprenørmaskiner i 2008 . Samtlige af Hydremas gravemaskiner på hjul bliver opgraderet til "Series 2", hvilket byder på et nyere design og nye komfort muligheder.
I 2009 som et led i deres 50 års jubilæum, lancerede Hydrema 2 nye modeller af deres succesfulde 10-tons dumper 912. Det er modellerne 912DS og 912HM (High Mobility).
Hydrema 912DS er en opdateret model af den almindelige D-model. Opdateringen består i en ny banebrydende affjedring af forreste aksel, som Hydrema har søgt patent på.
Hydrema 912HM har samme nye affjedrede foraksel og meget brede dæk, som gør den endnu mere terræn gående, samt det giver et mindre marktryk, når den kører. I anledningen af 50 års jubilæet havde Hydrema valgt at præsentere 912HM i en jubilæumsudgave, som var malet sort med røde aksler og et billedlogo på hver side af dumperkassen. Som en lille ekstra detalje var der lædersæde i kabinen. Samtidig præsenterede Hydrema også udviklingen af en ny fleksibel liftarm, til montering på gravearmen af deres grave-læssemaskiner. Liftarmen er i stand til, at række 9 meter op i luften og ned i udgravninger og lignende .
I 2010 lancerede Hydrema et MultiChassis, med udgangspunkt i deres dumper 912D. Forskellen ligger i, at 912D MC ikke har et dumperlad eller tippetårne. Derved, kan et bredt udvalg af redskaber monteres på køretøjet, bl.a. Bredal sandudlægger, tankbeholder og multitip lad. Ved BAUMA 2010 kunne Hydrema præsentere deres nye faceliftede 22 ton-dumper, Hydrema 922D. Faceliftet består  af en ny kabine som den i de andre D-modeller.
Den 10. august fik Hydrema en kæmpe minerydder-ordre i hus fra US Army Corps of Engineers. Kontrakten indeholder 5 års service, uddannelse og levering af AMCS (Area Mine Clearing System) (MCV910 Series 2). Antallet af systemer er hemmeligt, men hele kontrakten har et loft på 168 mio. dollars, næsten 1 milliard danske kroner.

## Produktionsfaciliteter
Hydremas hovedsæde er i Støvring som ligger syd for Aalborg. Da firmaet startede i 1959 foregik produktionen på bestilling, ved at kunden transporterede sin traktor til Aalborg, hvor Hydrema lå. Der blev de hydrauliske komponenter påmonteret efter kundens specifikke ønsker.
I dag råder firmaet over to fabrikker.

### Støvring
Fabriksområdet i Støvring er på 25.000m² og står hovedsageligt for produktionen af rendegravere, dumpere, hjulgravere og mineryddere. Yderligere ligger Hydremas administration og største salgsafdelinger i Støvring. 
På fabriksområdet i Støvring, valgte man at bygge en helt ny fabrikshal, udelukkende til produktion og modificering af Hydremas militære udbud af køretøjer. Dette omfatter CV-9035, MCV 910 og pansring af rendegravere og gravemaskiner til militært brug. I samme lagerhal er der installeret en kran, som gør det muligt for Hydrema at servicere Forsvarets Leopard 2 kampvogne, når motoren m.v. skal ud af vognen.

### Weimar
Fabriksområdet i Weimar i det tidligere Østtyskland er på 20.000m². I Weimar producerer Hydrema i dag hovedsageligt de store 10- og 20 tons dumpere. 
De opkøbte fabrikken i 1996 og i nogle år efter stod der "Hydrema Weimar" på de gravemaskiner som blev produceret på fabrikken. Hydrema overtog produktionen tilbage i 1996. Hydrema fortsatte de samme modeller som Weimar fabrikken havde produceret indtil da.

## Produkter

### Rendegravere
Hydrema 906G

Hydrema 908G

Hydrema 926G

Hydrema 928G

### Dumpere
Hydrema 707G

Hydrema 707G Power+

Hydrema 912G

Hydrema 912GS

Hydrema 912HM

Hydrema 922G

Hydrema 922G 2.55

Hydrema 922HM

Hydrema 920G

Hydrema DT6

### Hjulgravere
Hydrema MX14G

Hydrema MX16G

Hydrema MX17G

Hydrema MX18G

Hydrema MX20G

### Minerydder
Hydrema MCV 910 Series 2

### Rail

#### Rail hjulgravere
Hydrema MX16G Rail

Hydrema MX20G Rail

#### Rail dumper
Hydrema 912GS Rail
Alle ovenstående produkter er modeller, som Hydrema producerer pr. 01/01-2024. 

## Militærindustri
Lige siden Hydrema begyndte at producere deres egne maskiner, helt fra bunden, har de fået en del militære kontrakter. Ikke kun i det danske forsvar, men også ved det engelske, amerikanske og indiske forsvar.
Hydrema MCV 910 er nok Hydremas mest berømte og eftertragtede militærprodukt.[kilde mangler] Den kan transporteres i en C-130 Hercules uden nogen form for afmontering eller specialudstyr på køretøjet.
Hydrema producerer også rendegravere og hjulgravere med tillægspanser og skudsikre ruder. Deres rendegravere er især eftertragtet, pga. deres gode mobilitet, evne til at arbejde under alle klimatiske forhold (helt ned til -40 °C) og deres effektivitet.
Hydrema MPV 900 er også blevet valgt af Flyvevåbnets Combat Support Wing til deres internationale missioner. 
Hydrema har leveret militært materiel til følgende lande:
 Danmark
- Forsvaret
  - ca. 26 Hydrema 908 model A/B/C
- Hæren
  - 16 Hydrema MCV 910
- Flyvevåbnet
  - 3 Hydrema MPV 900

 Forenede Arabiske Emirater
- UAE Army
  - 2 Hydrema MCV 910

 Indien Indien
- Indian Army
  - 24 Hydrema MCV 910 Series 2

 Norge
- Hæren
  - 9 Hydrema MCV 910
  -  ? Hydrema 912C[12]
- Norsk Folkehjælp
  - 2 Hydrema MCV 910

 Storbritannien
- British Army
  - 350 Hydrema 806
  - 10 Hydrema 910 Dumper (Forgængeren til 912 Dumperen)

 Sverige
- Armén
  - 4 Hydrema 926C med tillægspanser
  - 4 Hydrema R 1820 med tillægspanser
  - 2 Hydrema M 1700C med tillægspanser

 USA
- U.S. Air Force
  - 3 Hydrema MCV 910
- U.S. Army
  -  ? Hydrema MCV 910

## Ekstern henvisning
- Hydremas nye hjemmeside
- "Fantomet" Hydremas kundemagasin Arkiveret 13. september 2009 hos  Wayback Machine
- Hydrema-maskiner i den Danske Hær